# Palermo Società Sportiva Dilettantistica 2019-2020
Questa voce raccoglie le informazioni riguardanti il Palermo Società Sportiva Dilettantistica nelle competizioni ufficiali della stagione 2019-2020.

## Stagione
La stagione 2019-20 vede ai nastri di partenza un nuovo Palermo, rifondato per la quarta volta nella sua storia per ragioni finanziarie (dopo le rifondazioni del 1928 dopo il ritiro nella stagione 1926-1927, del 1941 dopo il fallimento del 1940 e del 1987 dopo lo scioglimento più triste del 1986): dopo che il 12 luglio 2019 la FIGC confermò l'esclusione del Palermo dai campionati professionistici, nello stesso giorno, il sindaco di Palermo, Leoluca Orlando, pubblicò un bando per la riassegnazione del titolo sportivo della società rosanero. Vennero presentate sei proposte.
Per l’assegnazione del titolo il Sindaco Orlando si è avvalso della consulenza di Leonardo Guarnotta (ex membro del pool antimafia e grande tifoso del Palermo).
Giorno 24 venne giudicata vincitrice quella presentata dalla società Hera Hora, posseduta al 40% dall'imprenditore italoamericano Tony Di Piazza, al 50% dalla concessionaria pubblicitaria Damir di Dario Mirri e al 10% personalmente dallo stesso Mirri, che diverrà il nuovo presidente. Quest'ultimo intervenne già nel mese di febbraio della stagione precedente, firmando un contratto di gestione della pubblicità nello stadio che aveva permesso il pagamento degli stipendi dei calciatori. È un pronipote del Presidentissimo Renzo Barbera.
Il 2 agosto la nuova società viene ammessa al campionato di Serie D, per la prima volta nella sua storia in una categoria a livello dilettantistico, con la denominazione "Società Sportiva Dilettantistica Palermo". Il nuovo logo del club, adottato proprio il 24 luglio 2019, viene ideato da Lorenzo Barbera, figlio di quel Ferruccio autore del logo del 2000 e nipote diretto di Renzo Barbera.
La squadra, peraltro, partecipa, a distanza di 31 anni e per la seconda volta secondo tutti i suoi campionati disputati, ad un livello del campionato italiano di calcio che rappresenta la quarta serie. Debutta inoltre, ancora per la prima volta nella sua storia, alla Coppa Italia Serie D, venendo sorteggiato per il primo turno preliminare con il Biancavilla. Tale gara però, inizialmente programmata per il 18 agosto, venne rinviata al 4 settembre e poi rinviata nuovamente all'11 settembre. Nel turno preliminare, il Palermo viene eliminato ai calci di rigore, 3-5, dopo che la gara era terminata con un pareggio di 1-1.
Il ritiro estivo, incominciato proprio ad agosto, ha avuto luogo a Petralia Sottana, nei pressi del Parco delle Madonie. Durante il ritiro, il nuovo Palermo ha debuttato, per la prima volta in una partita, nell'amichevole con il Castelbuono, militante in Eccellenza Sicilia, gara terminata 5-0.
Seguono altre amichevoli contro il Lascari (6-0), il Geraci (3-1) e il Cus Palermo (1-0).
Un'amichevole di lusso, disputata il 26 agosto in casa allo Stadio Renzo Barbera, è invece una partita che vede i nuovi giocatori affrontarsi con una squadra denominata "Vecchie Glorie": come dallo stesso nome, essa era composta interamente da calciatori ritirati, o quasi (Josip Iličić), che in precedenza avevano vestito la maglia rosanero. L'incontro termina a sfavore degli ex giocatori (6-0). Nell'occasione viene presentato, in seguito ufficializzato come proprio inno ufficiale, il brano Rosanero Amore Vero, scritto da Salvatore Ficarra e Lello Analfino, egli stesso cantante del pezzo.
L'esordio stagionale, degli uomini allenati da Rosario Pergolizzi, avviene il 1º settembre, con una vittoria in trasferta col Marsala in campionato (1-0), nel girone I, girone nel quale le "aquile" erano state collocate. In questo raggruppamento della quarta serie, i rosanero, oltre alle blasonate corregionali Acireale, Licata e Messina, con il già succitato Marsala, giocano con altre rivali già incontrate nei periodi in cui lo stesso Palermo militava in Serie C1 e, anche, in Serie C2: Nola e, soprattutto, il Savoia.
La seguente partita, che è anche la prima casalinga al Barbera di questo torneo dilettantistico, vede le aquile imporsi 3-2 contro il San Tommaso.
Alla decima giornata del torneo e alla decima vittoria consecutiva, giocata in casa, il Palermo batte il Corigliano 6-0, stabilendo, fin ad ora, il record personale della vittoria con più gol di scarto da quando disputa la Serie D ed anche quello con il maggior numero di reti presenti in una singola partita della quarta serie nazionale.
La giornata successiva, alla prima seconda partita consecutiva disputata in casa, arriva invece la prima sconfitta nella massima serie dilettantistica, contro il Savoia (0-1), mentre nella partita dopo, a Palmi, i rosanero colgono un pareggio a reti bianche (0-0), il primo stagionale e in questa categoria.
Il girone di andata si conclude con il primo pareggio casalingo di quest'annata, nel quale la squadra si è fatta anche parare due rigori, contro il Troina. I rosanero si possono comunque fregiare del titolo di campione d'Inverno.
Alla 25ª giornata arrivò la prima sconfitta in trasferta, contro il Licata (2-0).
A sconvolgere lo svolgimento delle manifestazioni sportive nazionali (pure del calcio dopo l'inizio del girone di ritorno di tutti i tornei), relative alla stagione regolare 2019-20, fu lo scoppio di una nuova causa di forza maggiore nella storia d'Italia e del mondo: l'emergenza Coronavirus. Con il perdurare e l'aggravarsi della suddetta pandemia (incominciata nell'Italia settentrionale), il CONI, il 9 marzo 2020, per delibera del Governo Conte II, prese in atto la decisione dello stop forzato di tutte le competizioni in corso per qualunque sport. Il giorno dopo, conseguentemente a quanto disposto il giorno prima dal Governo per decreto, la FIGC sospese tutte le partite organizzate dalla Lega Nazionale Dilettanti, così come lo fu prontamente per quelle indette dalle altre Leghe, fino al 3 aprile successivo, poi con seguenti proroghe: quindi, anche le restanti gare del Palermo (8) che milita nella Serie D 2019-20 vengono rinviate, in data da destinarsi, ma poi sono definitivamente annullate il 20 maggio. I rosanero, dal canto loro, avrebbero dovuto disputare il match contro il Corigliano in trasferta, in seguito all'ultimo incontro giocato. L'8 giugno il Consiglio federale decide per la promozione in Serie C dei rosanero, trovandosi il club siciliano al primo posto della classifica prima dell'interruzione, a +7 sull'inseguitore Savoia. Il titolo di campione d'Italia Serie D, invece, non viene assegnato: la Poule Scudetto non è disputata.

## Divise e sponsor
Per la stagione 2019-2020 lo sponsor tecnico diventa Kappa, già presente sulle divise dei rosanero dalla stagione 1996-1997 fino alla stagione 1998-1999. La prima maglia è stata scelta dalla tifoseria palermitana tramite un sondaggio sul sito ufficiale del club, ottenendo ampie preferenze rispetto alle cinque proposte alternative. La tonalità del rosa è piuttosto pallida rispetto al pantone che caratterizzava le divise della vecchia Unione Sportiva Città di Palermo, presentando inoltre un richiamo al nuovo logo con la presenza di tre fasce nere e oblique a simboleggiare le ali dell'aquila stilizzata. La seconda divisa è bianca con delle sottili bande rosa nero all'altezza del petto e sui bordi delle maniche, mentre la terza divisa è interamente nera con una banda centrale rosa. 
A causa delle tempistiche di produzione della prima divisa, il Palermo è sceso in campo per diverse giornate del girone di andata alternando esclusivamente la terza maglia nera e la seconda bianca. Il debutto della prima maglia rosa, votata dai tifosi, è avvenuto alla sedicesima giornata di campionato, in occasione della vittoriosa trasferta per 0-1 sul campo del Castrovillari.
| Casa | Trasferta | Terza divisa |

## Organizzazione
Organigramma societario
- Presidente: Dario Mirri
- Vice Presidente: Tony Di Piazza
- Amministratore Delegato: Rinaldo Sagramola
- Direttore Operativo: Gianluca Paparesta
- Direttore Sportivo: Renzo Castagnini
- Responsabile Settore Giovanile: Leandro Rinaudo
- Responsabile Comunicazione: Gaetano Lombardo
- Social Media Manager: Marco Sirchia
- Responsabile Merchandising: Riccardo Montesanto (da marzo 2020)
- Team Manager e Ufficio Stampa: Andrea Siracusa
- Delegato Sicurezza: Antonino Lentini

Staff Tecnico
- Allenatore: Rosario Pergolizzi
- Allenatore in seconda: Francesco Libro
- Preparatori Atletici: Marco Petrucci, Guglielmo Pillitteri
- Collaboratore Tecnico: Rosario Compagno
- Preparatore dei portieri: Michele Marotta

Staff Medico
- Responsabile Sanitario: Roberto Matracia
- Medico Sociale: Giuseppe Puleo
- Fisioterapisti: Francesco Bruno, Gianluca Chinnici
- Nutrizionista: Leandro Carollo

## Rosa
Rosa e numerazione sono aggiornate al 1º febbraio 2020.
| N. |                      | Ruolo | Calciatore               |
| -- | -------------------- | ----- | ------------------------ |
| 1  | Italia (bandiera)    | P     | Alberto Pelagotti        |
| 3  | Italia (bandiera)    | D     | Lorenzo Bechini          |
| 4  | Italia (bandiera)    | D     | Andrea Accardi           |
| 5  | Italia (bandiera)    | C     | Danilo Ambro             |
| 6  | Svizzera (bandiera)  | C     | Alessandro Martinelli    |
| 7  | Italia (bandiera)    | C     | Gianmarco Corsino        |
| 8  | Francia (bandiera)   | C     | Malaury Martin           |
| 9  | Italia (bandiera)    | A     | Giovanni Ricciardo       |
| 10 | Italia (bandiera)    | C     | Andrea Rizzo Pinna       |
| 11 | Argentina (bandiera) | A     | Mario Santana (capitano) |
| 12 | Italia (bandiera)    | P     | Gabriele Corallo         |
| 14 | Italia (bandiera)    | A     | Luca Ficarrotta          |
| 15 | Gambia (bandiera)    | D     | Bubacarr Marong          |
| 17 | Italia (bandiera)    | A     | Andrea Ferrante          |
| 18 | Italia (bandiera)    | A     | Lorenzo Lucca            |
| 19 | Italia (bandiera)    | D     | Edoardo Lancini          |

| N. |                      | Ruolo | Calciatore          |
| -- | -------------------- | ----- | ------------------- |
| 20 | Italia (bandiera)    | C     | Luigi Mendola       |
| 21 | Italia (bandiera)    | A     | Raimondo Lucera     |
| 22 | Italia (bandiera)    | P     | Mattia Fallani      |
| 23 | Albania (bandiera)   | D     | Masimiliano Doda    |
| 24 | Italia (bandiera)    | D     | Roberto Crivello    |
| 25 | Italia (bandiera)    | A     | Roberto Floriano    |
| 26 | Argentina (bandiera) | C     | Juan Mauri          |
| 27 | Italia (bandiera)    | D     | Francesco Vaccaro   |
| 30 | Italia (bandiera)    | A     | Andrea Silipo       |
| 32 | Italia (bandiera)    | A     | Ferdinando Sforzini |
| 33 | Italia (bandiera)    | C     | Christian Langella  |
| 42 | Italia (bandiera)    | D     | Christian Cangemi   |
| 54 | Italia (bandiera)    | D     | Manuel Peretti      |
| 72 | Italia (bandiera)    | C     | Salvatore Florio    |
| 73 | Albania (bandiera)   | C     | Erdis Kraja         |
| 75 | Italia (bandiera)    | A     | Mattia Felici       |

## Calciomercato

### Sessione estiva(dall'1/7/19 al 13/9/19)
| Acquisti | Acquisti              | Acquisti | Acquisti             |
| R.       | Nome                  | da       | Modalità             |
| -------- | --------------------- | -------- | -------------------- |
| P        | Mattia Fallani        | SPAL     | prestito             |
| P        | Alberto Pelagotti     |          | svincolato           |
| P        | Gabriele Corallo      |          | svincolato           |
| D        | Manuel Peretti        | Verona   | prestito             |
| D        | Andrea Accardi        |          | svincolato           |
| D        | Francesco Vaccaro     |          | svincolato           |
| D        | Masimiliano Doda      |          | svincolato           |
| D        | Edoardo Lancini       |          | svincolato           |
| D        | Lorenzo Bechini       | Sassuolo | prestito             |
| D        | Roberto Crivello      |          | svincolato           |
| D        | Bubacarr Marong       |          | svincolato           |
| C        | Gianmarco Corsino     |          | svincolato           |
| C        | Malaury Martin        |          | svincolato           |
| C        | Christian Langella    | Pisa     | prestito             |
| C        | Alessandro Martinelli |          | svincolato           |
| C        | Juan Mauri            |          | svincolato           |
| C        | Erdis Kraja           | Atalanta | prestito             |
| C        | Andrea Rizzo Pinna    | Atalanta | definitivo           |
| C        | Danilo Ambro          |          | svincolato           |
| C        | Luigi Mendola         | Vibonese | prestito             |
| A        | Giovanni Ricciardo    |          | svincolato           |
| A        | Mario Santana         |          | svincolato           |
| A        | Raimondo Lucera       |          | svincolato           |
| A        | Andrea Ferrante       |          | svincolato           |
| A        | Mattia Felici         | Lecce    | prestito             |
| A        | Luca Ficarrotta       | Marsala  | definitivo (35.000€) |

### Trasferimenti dopo la sessione estiva(dal 13/9/19 al 30/9/19)
| Acquisti | Acquisti            | Acquisti | Acquisti   |
| R.       | Nome                | da       | Modalità   |
| -------- | ------------------- | -------- | ---------- |
| A        | Ferdinando Sforzini |          | svincolato |

### Sessione invernale(dal 2/1/20 al 31/1/20)
| Acquisti | Acquisti         | Acquisti | Acquisti   |
| R.       | Nome             | da       | Modalità   |
| -------- | ---------------- | -------- | ---------- |
| A        | Andrea Silipo    | Roma     | prestito   |
| A        | Roberto Floriano |          | svincolato |
| A        | Lorenzo Lucca    | Torino   | definitivo |

| Cessioni | Cessioni        | Cessioni | Cessioni                               |
| R.       | Nome            | a        | Modalità                               |
| -------- | --------------- | -------- | -------------------------------------- |
| D        | Lorenzo Bechini | Sassuolo | rescissione consensuale, fine prestito |

## Risultati

### Serie D

#### Girone di andata
| Arbitro: | Campobasso (Formia) |

|  |           |            |
|  | Marcatori | 82’ Lucera |

| Arbitro: | Tesi (Lucca) |

|                             |           |                                  |
| Ricciardo 7’, 25’ Kraja 22’ | Marcatori | 70’ Tedesco 90+4’ (aut.) Accardi |

| Arbitro: | Taricone (Perugia) |

|  |           |                    |
|  | Marcatori | 19’ Doda 70’ Ambro |

| Arbitro: | Vergaro (Bari) |

|                                    |           |               |
| Ricciardo 6’ Santana 51’ Kraja 52’ | Marcatori | 11’ Mistretta |

| Arbitro: | De Angeli (Milano) |

|  |           |                |
|  | Marcatori | 58’ Ficarrotta |

| Arbitro: | Lovison (Padova) |

|                                                   |           |             |
| Ricciardo 2’, 30’ (rig.) Lancini 24’ Sforzini 77’ | Marcatori | 34’ Giorgiò |

| Arbitro: | Perri (Roma 1) |

|                    |           |                         |
| Crivello 1’ (aut.) | Marcatori | 3’ Ricciardo 5’ Santana |

| Arbitro: | Turrini (Firenze) |

|                        |           |             |
| Felici 28’ Santana 30’ | Marcatori | 23’ Maltese |

| Arbitro: | Lipizer (Verona) |

|  |           |             |
|  | Marcatori | 55’ Lancini |

| Arbitro: | Barbiero (Campobasso) |

|                                                                                  |           |  |
| Ficarrotta 8’ Martin 39’ Ricciardo 56’ (rig.), 61’ Martinelli 75’ Sforzini 90+2’ | Marcatori |  |

| Arbitro: | Calzavara (Varese) |

|  |           |             |
|  | Marcatori | 76’ Diakité |

| Palmi 17 novembre 2019, ore 14:30 CET 12ª giornata | Palmese             | 0 – 0 referto | Palermo | Stadio Giuseppe Lopresti (750 spett.)\| Arbitro: \| Sicurello (Seregno) \| |
| Arbitro:                                           | Sicurello (Seregno) |               |         |                                                                            |

| Arbitro: | Ancora (Roma 1) |

|            |           |  |
| Felici 64’ | Marcatori |  |

| Arbitro: | Bracaccini (Macerata) |

|  |           |            |
|  | Marcatori | 36’ Felici |

| Arbitro: | Crezzini (Siena) |

|           |           |                                        |
| Kraja 56’ | Marcatori | 33’ De Felice 51’ Savanarola 85’ Rizzo |

| Arbitro: | Rinaldi (Bassano del Grappa) |

|  |           |                      |
|  | Marcatori | 30’ (rig.) Ricciardo |

| Palermo 22 dicembre 2019, ore 14:30 CET 17ª giornata | Palermo          | 0 – 0 referto | Troina | Stadio Renzo Barbera (14 455 spett.)\| Arbitro: \| Restaldo (Ivrea) \| |
| Arbitro:                                             | Restaldo (Ivrea) |               |        |                                                                        |

#### Girone di ritorno
| Arbitro: | Tesi (Lucca) |

|                                              |           |                       |
| Mauri 45+4’ (rig.) Langella 73’ Silipo 90+3’ | Marcatori | 51’ (rig.) Balistreri |

| Arbitro: | Ubaldi (Roma 1) |

|               |           |              |
| Alleruzzo 86’ | Marcatori | 46’ Langella |

| Arbitro: | Sfira (Pordenone) |

|                     |           |  |
| Floriano 67’ (rig.) | Marcatori |  |

| Arbitro: | Calzavara (Varese) |

|  |           |              |
|  | Marcatori | 52’ Sforzini |

| Arbitro: | Di Francesco (Ostia) |

|                   |           |  |
| Sforzini 35’, 90’ | Marcatori |  |

| Arbitro: | Longo (Cuneo) |

|                                 |           |                                                     |
| Giaimo 3’ Tripicchio 70’ (rig.) | Marcatori | 31’ (rig.), 90+8’ Floriano 47’ Langella 87’ Peretti |

| Arbitro: | Taricone (Perugia) |

|                      |           |  |
| Silipo 73’ Lucca 78’ | Marcatori |  |

| Arbitro: | Crezzini (Siena) |

|                           |           |  |
| Daniello 10’ Convitto 80’ | Marcatori |  |

| Arbitro: | Baratta (Rossano) |

|                                   |           |  |
| Felici 17’ Floriano 32’, 76’, 84’ | Marcatori |  |

| 8 marzo 2020 27ª giornata | Corigliano | – Cancellata | Palermo |  |

| 22 marzo 2020 28ª giornata | Savoia | – Cancellata | Palermo |  |

| 29 marzo 2020 29ª giornata | Palermo | – Cancellata | Palmese |  |

| 5 aprile 2020 30ª giornata | Messina | – Cancellata | Palermo |  |

| 9 aprile 2020 31ª giornata | Palermo | – Cancellata | Giugliano |  |

| 19 aprile 2020 32ª giornata | Acireale | – Cancellata | Palermo |  |

| 26 aprile 2020 33ª giornata | Palermo | – Cancellata | Castrovillari |  |

| 3 maggio 2020 34ª giornata | Troina | – Cancellata | Palermo |  |

### Coppa Italia Serie D

#### Fase eliminatoria
| Arbitro: | Crescenti (Trapani) |

|                                |                      |                                      |
| Santana 47’                    | Marcatori            | 20’ Marcellino                       |
| Santana Peretti Mauri Crivello | Tiri di rigore 2 – 4 | Amaya Viglianisi Maiorano Bonaccorsi |

## Statistiche

### Statistiche di squadra
| Competizione         | Punti | In casa | In casa | In casa | In casa | In casa | In casa | In trasferta | In trasferta | In trasferta | In trasferta | In trasferta | In trasferta | Totale | Totale | Totale | Totale | Totale | Totale | DR  |
| Competizione         | Punti | G       | V       | N       | P       | Gf      | Gs      | G            | V            | N            | P            | Gf           | Gs           | G      | V      | N      | P      | Gf     | Gs     | DR  |
| -------------------- | ----- | ------- | ------- | ------- | ------- | ------- | ------- | ------------ | ------------ | ------------ | ------------ | ------------ | ------------ | ------ | ------ | ------ | ------ | ------ | ------ | --- |
| Serie D              | 63    | 14      | 11      | 1       | 2       | 32      | 10      | 12           | 9            | 2            | 1            | 15           | 6            | 26     | 20     | 3      | 3      | 47     | 16     | +31 |
| Coppa Italia Serie D | -     | 1       | 0       | 1       | 0       | 1       | 1       | -            | -            | -            | -            | -            | -            | 1      | 0      | 1      | 0      | 1      | 1      | 0   |
| Totale               | 63    | 15      | 11      | 2       | 2       | 33      | 11      | 12           | 9            | 2            | 1            | 15           | 6            | 27     | 20     | 4      | 3      | 48     | 17     | +31 |

### Andamento in campionato
| Giornata  | 1 | 2 | 3 | 4 | 5 | 6 | 7 | 8 | 9 | 10 | 11 | 12 | 13 | 14 | 15 | 16 | 17 | 18 | 19 | 20 | 21 | 22 | 23 | 24 | 25 | 26 | 27 | 28 | 29 | 30 | 31 | 32 | 33 | 34 |
| --------- | - | - | - | - | - | - | - | - | - | -- | -- | -- | -- | -- | -- | -- | -- | -- | -- | -- | -- | -- | -- | -- | -- | -- | -- | -- | -- | -- | -- | -- | -- | -- |
| Luogo     | T | C | T | C | T | C | T | C | T | C  | C  | T  | C  | T  | C  | T  | C  | C  | T  | C  | T  | C  | T  | C  | T  | C  | T  | T  | C  | T  | C  | T  | C  | T  |
| Risultato | V | V | V | V | V | V | V | V | V | V  | P  | N  | V  | V  | P  | V  | N  | V  | N  | V  | V  | V  | V  | V  | P  | V  | -  | -  | -  | -  | -  | -  | -  | -  |
| Posizione | 5 | 2 | 2 | 2 | 1 | 1 | 1 | 1 | 1 | 1  | 1  | 1  | 1  | 1  | 1  | 1  | 1  | 1  | 1  | 1  | 1  | 1  | 1  | 1  | 1  | 1  | -  | -  | -  | -  | -  | -  | -  | -  |

Legenda:

Luogo: C = Casa; T = Trasferta. Risultato: V = Vittoria; N = Pareggio; P = Sconfitta.

Nota: Per preservare l'evoluzione cronologica, le posizioni in classifica in seguito al recupero delle gare rinviate non fanno riferimento alla giornata in cui erano state originariamente programmate secondo il calendario, ma alla giornata immediatamente successiva al recupero della partita. Per questo motivo è possibile che il piazzamento assunto dalla squadra in una determinata giornata non rispecchi il risultato ottenuto nella giornata stessa.
Il 10 marzo 2020, conseguentemente a quanto disposto il giorno prima dal Governo per decreto, la FIGC sospende sine die tutti i campionati nazionali per la pandemia di COVID-19.
Il 20 maggio 2020 la FIGC determina l'interruzione definitiva del campionato. L'8 giugno seguente la FIGC decreta la promozione in Serie C delle prime classificate dei nove gironi (tra le quali il Palermo).
I match non disputati sono tutti stati annullati, come deciso dal Consiglio Federale della FIGC, a causa della pandemia di COVID-19.

### Statistiche dei giocatori
Una doppia ammonizione e la conseguente espulsione sono conteggiate come un singolo cartellino rosso.
Sono in corsivo i calciatori che hanno lasciato la società a stagione in corso.
| Giocatore      | Serie D  | Serie D | Serie D     | Serie D    | Coppa Italia Serie D | Coppa Italia Serie D | Coppa Italia Serie D | Coppa Italia Serie D | Totale   | Totale | Totale      | Totale     |
| Giocatore      | Presenze | Reti    | Ammonizioni | Espulsioni | Presenze             | Reti                 | Ammonizioni          | Espulsioni           | Presenze | Reti   | Ammonizioni | Espulsioni |
| -------------- | -------- | ------- | ----------- | ---------- | -------------------- | -------------------- | -------------------- | -------------------- | -------- | ------ | ----------- | ---------- |
| A. Accardi     | 16       | 0       | 3           | 0          | 1                    | 0                    | 0                    | 0                    | 17       | 0      | 3           | 0          |
| D. Ambro       | 17       | 1       | 0           | 0          | 1                    | 0                    | 0                    | 0                    | 18       | 1      | 0           | 0          |
| L. Bechini     | -        | -       | -           | -          | -                    | -                    | -                    | -                    | -        | -      | -           | -          |
| C. Cangemi     | -        | -       | -           | -          | -                    | -                    | -                    | -                    | -        | -      | -           | -          |
| G. Corallo     | -        | -       | -           | -          | -                    | -                    | -                    | -                    | -        | -      | -           | -          |
| G. Corsino     | -        | -       | -           | -          | 1                    | 0                    | 0                    | 0                    | 1        | 0      | 0           | 0          |
| R. Crivello    | 22       | 0       | 3           | 0          | 1                    | 0                    | 0                    | 0                    | 23       | 0      | 3           | 0          |
| M. Doda        | 21       | 1       | 2           | 0          | 1                    | 0                    | 0                    | 0                    | 22       | 1      | 2           | 0          |
| M. Fallani     | 3        | 0       | 0           | 0          | 1                    | -1                   | 0                    | 0                    | 4        | -1     | 0           | 0          |
| M. Felici      | 25       | 4       | 4           | 0          | -                    | -                    | -                    | -                    | 25       | 4      | 4           | 0          |
| A. Ferrante    | 1        | 0       | 0           | 0          | -                    | -                    | -                    | -                    | 1        | 0      | 0           | 0          |
| L. Ficarrotta  | 16       | 2       | 2           | 1          | 1                    | 0                    | 0                    | 0                    | 17       | 2      | 2           | 1          |
| R. Floriano    | 8        | 6       | 1           | 0          | -                    | -                    | -                    | -                    | 8        | 6      | 1           | 0          |
| S. Florio      | -        | -       | -           | -          | -                    | -                    | -                    | -                    | -        | -      | -           | -          |
| E. Kraja       | 21       | 3       | 1           | 0          | -                    | -                    | -                    | -                    | 21       | 3      | 1           | 0          |
| E. Lancini     | 23       | 2       | 7           | 2          | 1                    | 0                    | 0                    | 0                    | 24       | 2      | 7           | 2          |
| C. Langella    | 24       | 3       | 3           | 0          | 1                    | 0                    | 0                    | 0                    | 25       | 3      | 3           | 0          |
| L. Lucca       | 3        | 1       | 0           | 0          | -                    | -                    | -                    | -                    | 3        | 1      | 0           | 0          |
| R. Lucera      | 7        | 1       | 2           | 0          | 1                    | 0                    | 0                    | 0                    | 8        | 1      | 2           | 0          |
| B. Marong      | -        | -       | -           | -          | -                    | -                    | -                    | -                    | -        | -      | -           | -          |
| M. Martin      | 24       | 1       | 3           | 0          | -                    | -                    | -                    | -                    | 24       | 1      | 3           | 0          |
| A. Martinelli  | 24       | 1       | 6           | 0          | 1                    | 0                    | 0                    | 0                    | 25       | 1      | 6           | 0          |
| J. Mauri       | 15       | 1       | 4           | 0          | 1                    | 0                    | 0                    | 0                    | 16       | 1      | 4           | 0          |
| L. Mendola     | -        | -       | -           | -          | -                    | -                    | -                    | -                    | -        | -      | -           | -          |
| A. Pelagotti   | 25       | -16     | 3           | 0          | -                    | -                    | -                    | -                    | 25       | -16    | 3           | 0          |
| M. Peretti     | 14       | 1       | 3           | 0          | 1                    | 0                    | 0                    | 0                    | 15       | 1      | 3           | 0          |
| G. Ricciardo   | 20       | 9       | 1           | 0          | -                    | -                    | -                    | -                    | 20       | 9      | 1           | 0          |
| A. Rizzo Pinna | 2        | 0       | 1           | 0          | 1                    | 0                    | 0                    | 0                    | 3        | 0      | 1           | 0          |
| M. Santana     | 12       | 3       | 0           | 0          | 1                    | 1                    | 0                    | 0                    | 13       | 4      | 0           | 0          |
| F. Sforzini    | 14       | 5       | 1           | 0          | -                    | -                    | -                    | -                    | 14       | 5      | 1           | 0          |
| A. Silipo      | 9        | 2       | 1           | 0          | -                    | -                    | -                    | -                    | 9        | 2      | 1           | 0          |
| F. Vaccaro     | 20       | 0       | 6           | 1          | 1                    | 0                    | 0                    | 0                    | 21       | 0      | 6           | 1          |

## Giovanili
Staff
- Allenatore Under 19: Antonello Capodicasa
- Allenatore Under 17: Matteo Di Fiore
- Allenatore Under 15: Rosario Compagno
- Allenatore Esordienti 2007: Giovanni Tarantino
- Allenatore Esordienti 2008: Diego Tutrone
- Preparatori atletici: Gianluca Lo Cicero, Gianfranco Sucameli, Alessandro Tolomeo
- Preparatori dei portieri: Emilio Zangara, Carmelo Semprevivo, Giuseppe La Spisa